# 大阪府看護協会
公益社団法人大阪府看護協会（こうえきしゃだんほうじんおおさかふかんごきょうかい、英称：Osaka Nursing Association）は、大阪府知事所管の大阪府の保健師・助産師・看護師・准看護師を会員とする公益社団法人。

## 本部所在地
- ナーシングアート大阪：〒536-0014 大阪府大阪市城東区鴫野西2-5-25
- 桃谷センター：〒543-0042 大阪府大阪市天王寺区烏ヶ辻1-2-22

## 大阪府ナースセンター
- ナーシングアート大阪：〒536-0014 大阪府大阪市城東区鴫野西2-5-25

## 訪問看護ステーション
- 桃谷センター：〒543-0042 大阪府大阪市天王寺区烏ヶ辻1-2-22